# Ванд, Шейла
Шейла Ванд (англ. Sheila Vand, род. 27 апреля 1985) — американская актриса иранского происхождения. Ванд начала свою карьеру в театре, а в 2011 году дебютировала на бродвейской сцене в постановке Bengal Tiger at the Baghdad Zoo. В 2012 году она взяла на себя малую роль в фильме «Операция «Арго»».
В 2013 году Ванд сыграла ведущую женскую роль в неудачном пилоте CBS «Полицейский из Беверли-Хиллз». В следующем году она получила регулярную роль в сериале NBC «Положение дел».

## Фильмография
| Год  | Название на русском                   | Название на английском           | Роль           | Примечания             |
| ---- | ------------------------------------- | -------------------------------- | -------------- | ---------------------- |
| 2008 |                                       | In the Dark                      | Nahid          | Короткометражный фильм |
| 2009 |                                       | Peter and the Mischievous Hanky  | White Witch    |                        |
| 2010 |                                       | Bold Native                      | Sonja          |                        |
| 2010 |                                       | Passing On                       | Diana          | Короткометражный фильм |
| 2010 |                                       | Ketab                            | Saeed’s Sister | Короткометражный фильм |
| 2010 |                                       | Girlfriend                       | Kenny’s Wife   | Короткометражный фильм |
| 2011 |                                       | Pashmaloo                        | Farah          | Короткометражный фильм |
| 2012 |                                       | This is Caroline                 | Deb            | Короткометражный фильм |
| 2012 | Операция «Арго»                       | Argo                             | Sahar          |                        |
| 2013 | Девушка возвращается одна ночью домой | A Girl Walks Home Alone at Night | The Girl       |                        |
| 2015 | Джимми – покоритель Америки           | Jimmy Vestvood: Amerikan Hero    | Leila          |                        |
| 2015 |                                       | The Highway Is for Gamblers      |                |                        |
| 2018 | Перспектива                           | Prospect                         | Инумон         |                        |
| 2019 | Тройная граница                       | Triple Frontier                  | Лоурен         |                        |
| 2020 | Кто не спрятался                      | The Rental                       | Мина           |                        |

| Год       | Название на русском          | Название на английском | Роль                | Примечания                          |
| --------- | ---------------------------- | ---------------------- | ------------------- | ----------------------------------- |
| 2007      |                              | Life                   | Shahnaz Darvashi    | Эпизод: «A Civil War»               |
| 2007-2012 | Королева выпускного          | Prom Queen             | Courtney            | Веб-сериал, 27 эпизодов             |
| 2012      | Нью-Йорк 22                  | NYC 22                 | Jasmeen             | Эпизод: «Ransom»                    |
| 2013      | Культ                        | Cult                   | Allegra Constantine | Эпизоды: «1987» и «Flip the Script» |
| 2013      | Полицейский из Беверли-Хиллз | Beverly Hills Cop      | Leila               | Пилот                               |
| 2014-2015 | Положение дел                | State of Affairs       | Maureen James       | Регулярная роль, 13 эпизодов        |
| 2014      | Красный шатёр                | The Red Tent           | Мерит               | Мини-сериал                         |
| 2020      | Сквозь снег                  | Snowpiercer            | Зара                |                                     |